# Zofia Stryjeńska

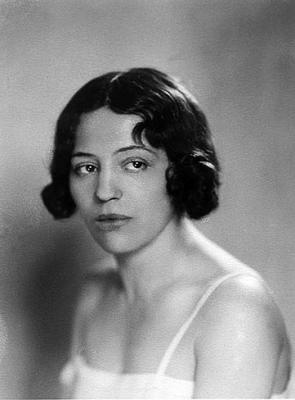
Stryjeńska

Zofia Stryjeńska (geb. Lubańska, Krakau, 13 mei 1891-Genève, 28 februari 1976) was een Poolse schilder en schrijver.

## Biografie
Ze schilderde sinds haar jeugd en werkte als jonge vrouw samen met de kranten "Rola" en "Głos Ludu". In 1909 studeerde ze aan de vrouwelijke kunstacademie "Maria Niedzielska", en vermomd als jongen en met de naam van haar broer, Tadeusz Grzymała Lubański, studeerde ze aan de Akademie der Bildenden Künste München (omdat vrouwen daar niet konden studeren).
In 1916 trouwde ze in het geheim met de architect Karol Stryjeński en ze kregen drie kinderen: Magda en de tweeling Jacek en Jan, en na hun scheiding trouwde ze in 1929 met de acteur Artur Socha. In 1936 kreeg ze de Gouden Laurel (Poolse Academie voor Literatuur).
Later zou ze in extreme armoede leven en haar werken moeten verkopen. En na Wereldoorlog II verhuisde ze naar Zwitserland.
- Bibliothèque nationale de France: cb12264188h (data)
- Gemeinsame Normdatei: 119093340
- International Standard Name Identifier: 0000 0001 1071 171X
- Library of Congress Control Number: nr92018673
- Nationale Bibliotheek van Letland: 000007003
- Nationale Bibliotheek van Tsjechië: js2012721697
- Nationale Bibliotheek van Polen: a0000001180806
- RKD-Nederlands Instituut voor Kunstgeschiedenis: 75867
- SNAC: w6rf8ht4
- Système universitaire de documentation: 031425380
- Union List of Artist Names: 500001270
- Virtual International Authority File: 74655690
- WorldCat: E39PBJxhgKkrvgmbqwpq8Jwpyd